# Космічні інженери
«Космічні інженери» (англ. Cosmic Engineers) — науково-фантастичний роман Кліффорда Сімака, вперше опублікований частинами журналом «Astounding Science Fiction» у лютому, березі, квітні 1939 року. В книжковому форматі виданий у 1950 році видавництвом 	Gnome Press.

## Зміст
Дія відбувається в 70-му столітті нашої ери. Двоє кореспондентів Гері Нельсон та Херб Харпер натрапляють на орбіті Плутона на покинутий корабель, де знаходять в анабіозі дівчину. По залишених нею інструкціях вони оживляють її. Це науковець Керолайн Мартін, яка під час війни з юпітеріанцями винайшла таємну зброю, але не розказала її секрет військовим, за це її залишили помирати на пошкодженому кораблі. Ввівши себе в анабіоз, вона провела 1000 років. За цей час вона навчилась телепатично чути думки інопланетян.
Кореспонденти прилетіли на Плутон, де мали висвітлювати першу експедицію до Альфи Центавра. Також там проводив експеримент доктор Кінгзлі. Він отримував дивні радіосигнали із фіксованого місця в космосі. Маючи підозру, що сигнали передають думки, він створив перетворювач і Керолайн змогла зрозуміти їх. Інопланетяни, які називали себе «космічні інженери», просили терміново прилетіти до них, щоб допомогти врятувати всесвіт. «Інженери» використовували кротовини чотиривимірного всесвіту, для майже миттєвого зв'язку. Щоб доправити землян, «інженери» попросили Керолайн побудували фокусуючий пристрій на своєму боці. Через кротовину корабель землян потрапив до гігантської планети «інженерів» на краю розширюємого всесвіту. Їм створили комфортні умови гравітації та забезпечення і повідомили, що очікують на представників усіх розумних рас. Однак після зустрічі, всіх представників, окрім землян, відправили назад, через їхню культурну несумісність з культурою «інженерів».
«Інженери» повідомили, що існує велика кількість чотиривимірних всесвітів у межах п'ятивимірного супер-всесвіту. І, як вони дізнались від мешканців одного із сусідніх всесвітів, їхні всесвіти зіткнуться і загинуть від повторного Великого вибуху. Ще однією небезпекою є спрямована на війну зі всіма раса Церберів, що перешкоджає «інженерам», оскільки вміє переміщатись поза межі 4-мірного всесвіту, і планує після великого вибуху контролювати новий всесвіт.
Флот Церберів нападає на планету «інженерів» і Керолайн з Гері пропонують переміститись кротовиною на Землю майбутнього, щоб дізнатись про супер-всесвіт. На Землі вони зустрічають останнього жителя, оскільки решта перемістилася на нову планету. Він розповідає їм, як влаштована енергія супер-простору і як влаштувати п'ятивимірні пастки для неї.
Вирушивши кротовиною назад, Керолайн і Гері потрапляють на планету, якою управляє супер-мозок утворений із свідомостей цілого народу давньої цивілізації. Він примушує землян вступити в дуель із парою Церберів. Використавши лук і стріли, земляни перемагають, але супер-мозок під дією хвороб старості міняє свою думку і хоче вбити їх. Ще раз помінявши свою думку, він відпускає їх.
Прибувши на планету «інженерів», Керолайн майструє промінь, що відкриває витік енергії з п'ятого виміру і знищує флот Церберів.
До зіткнення всесвітів залишається мало часу, Керолайн майструє п'ятимірні пастки для енергії зіткнення, одна з пасток повинна заключити в себе мігруючий народ з іншого всесвіту, після чого інші пастки повинні знищити інший всесвіт до моменту зіткнення.
Після успішного порятунку, «інженери» розкривають землянам, що ті є нащадками давньої цивілізації, що колись жила на Плутоні, який був захоплений Сонячною системою у іншої зорі. А «інженери» — є роботами, створені цією цивілізацією, які були послані на край всесвіту для облаштування нового дому для цивілізації.
Земляни заперечують проти негайного переселення людей на цю планету і відкриття їх усіх технічних досягнень «інженерів», оскільки людство не готове до цього. Тільки коли Земля зістариться до часу, який вони нещодавно відвідували, вони будуть готові до переселення.